# Saperda tetrastigma
Saperda tetrastigma là một loài bọ cánh cứng trong họ Cerambycidae.